# Marwan Issa
Marwan Issa (Bureij, 1965 – 9 de março de 2024), também conhecido como o "Homem das Sombras" e o kunya Abu Baraa, foi um militante palestino. Como vice-comandante da ala militar do Hamas, as Brigadas Izz ad-Din al-Qassam, ele foi o braço direito de Mohammed Deif e desempenhou um papel significativo no planejamento do ataque do Hamas a Israel em 2023. Ele foi colocado na lista de observação terrorista dos Estados Unidos em 2019 e da União Europeia em 2023.

## Vida pregressa
Issa nasceu na Faixa de Gaza em 1965.
Issa foi detido por Israel durante 5 anos durante a Primeira Intifada devido à sua atividade no Hamas. Mais tarde, foi detido pela Autoridade Palestiniana entre 1997 e 2000, mas foi libertado após a eclosão da Segunda Intifada.

## Liderança no Hamas e morte
Issa tornou-se o chefe das Brigadas Qassam nos campos de refugiados no centro da Faixa de Gaza. Issa foi mais tarde um dos militantes mais procurados de Israel e foi gravemente ferido por ter sobrevivido a uma tentativa de assassinato israelense durante uma reunião de 2006, também com a presença de Deif e outros comandantes importantes da Brigada Qassam.
Issa raramente aparece em público e a sua aparência não era conhecida publicamente até 2011, quando apareceu numa fotografia durante uma recepção para prisioneiros palestinianos libertados em troca da libertação de Gilad Shalit. Issa foi membro da equipe do Hamas que negociou a troca com Ahmed Jabari, Saleh al-Arouri e Nizar Awadallah. A casa de Issa foi bombardeada em 2014 e 2021.
Como braço direito e segundo em comando de Deif, Issa desempenhou um papel significativo no ataque do Hamas a Israel em 2023. Durante a guerra Israel-Hamas de 2023, Issa foi um dos três militantes do Hamas mais procurados por Israel, ao lado do líder do Hamas em Gaza, Yahya Sinwar e Deif, os três formando um conselho militar secreto no topo do aparato militar do Hamas. Issa substituiria Sinwar ou Deif se algum deles fosse morto. A União Europeia ligou Issa diretamente ao ataque e colocou Issa e Deif na sua lista negra terrorista em 8 de dezembro.
Ele foi designado terrorista pelos Estados Unidos em 10 de setembro de 2019.
Issa teve sua morte divulgava pelo grupo, em 17 de março de 2024. Segundo as fontes, o número três do alto comando do Hamas foi morto no ataque das FDI em Nusirat, no centro de Gaza, enquanto se escondia num dos túneis terroristas do grupo.

## Vida pessoal
O filho mais velho de Issa, Baraa', morreu em 2009, depois que o Egito se recusou a permitir-lhe a entrada da Faixa de Gaza para tratamento médico.